# Гірничий тиск

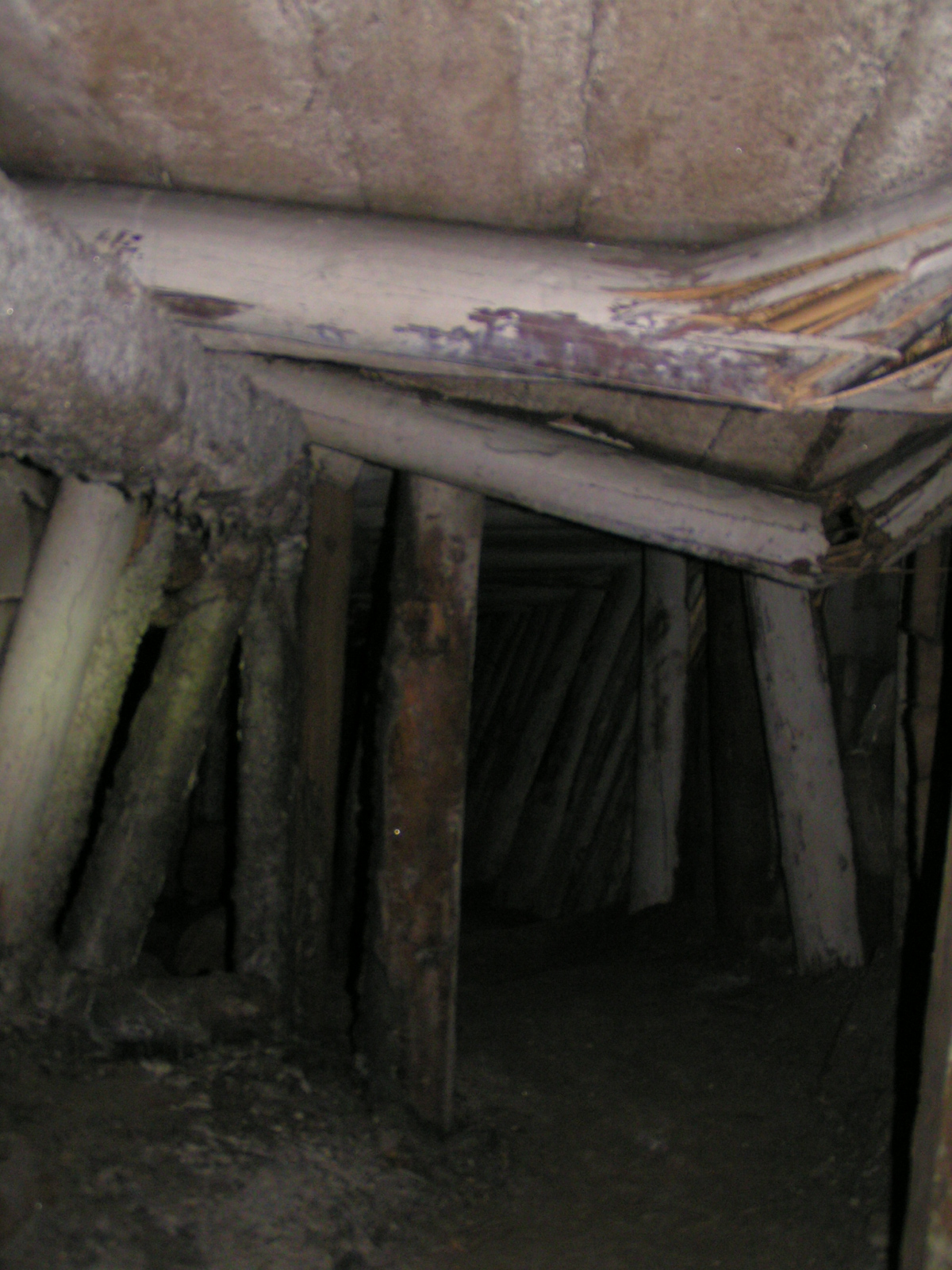
Зруйновані внаслідок дії гірничого тиску кріплення гірничої виробки.

Гірничий тиск (рос. горное давление, англ. rock pressure; нім. Gebirgsdruck m, Überlagerungsdruck m) — тиск гірських порід вздовж вертикалі, під яким знаходяться гірські породи в надрах Землі на певній глибині і який зумовлюється силою ваги вищезалеглих порід та тектонічними зусиллями і зусиллями, що виникають внаслідок дії теплоти земних надр.
Загалом розроблено понад 20 теорій гірничого тиску. Вони розглядають, зокрема, такі складові гірничого тиску: горизонтальні та вертикальні гравітаційні напруження; топографічно обумовлені напруження, які спричинені формою поверхонь місцевості; тектонічні напруження, що можуть бути викликані землетрусами або повільними рухами, такими як підняття суші; залишкові напруження, причиною яких може бути, наприклад зміна об'єму через температуру, ерозія (вона може призвести до аномально високих вертикальних напружень); напруження, що залежать від структури, викликані неоднорідністю породи — такі напруження мають місце при чергуванні шарів гірських порід з різними пружними властивостями, а також при наявності зон подрібнення глини.
Гірничий тиск чиниться на стінки і кріплення гірничих виробок та підземні конструкції.
Інакше, гірничий тиск — напруження, що виникає у масиві гірських порід, поблизу стінок виробок, свердловин, у ціликах, на поверхнях контакту порода-кріплення в результаті дії головним чином гравітаційних сил, а також тектонічних сил і зміни температури верхніх шарів земної кори.
Гірничий тиск обумовлює деформування гірських порід, яке призводить до втрати ними стійкості, формування навантаження на кріплення, динамічних явищ — гірничих ударів, раптових викидів.
Негативному прояву гірничого тиску запобігають переважно правильним розміщенням, проведенням і підтриманням гірничих виробок.